# Aleurolobus gruveli
Aleurolobus gruveli es un hemíptero de la familia Aleyrodidae, con una subfamilia: Aleyrodinae. Fue descrita científicamente en 1968 por Cohic.